# Геометрический стиль

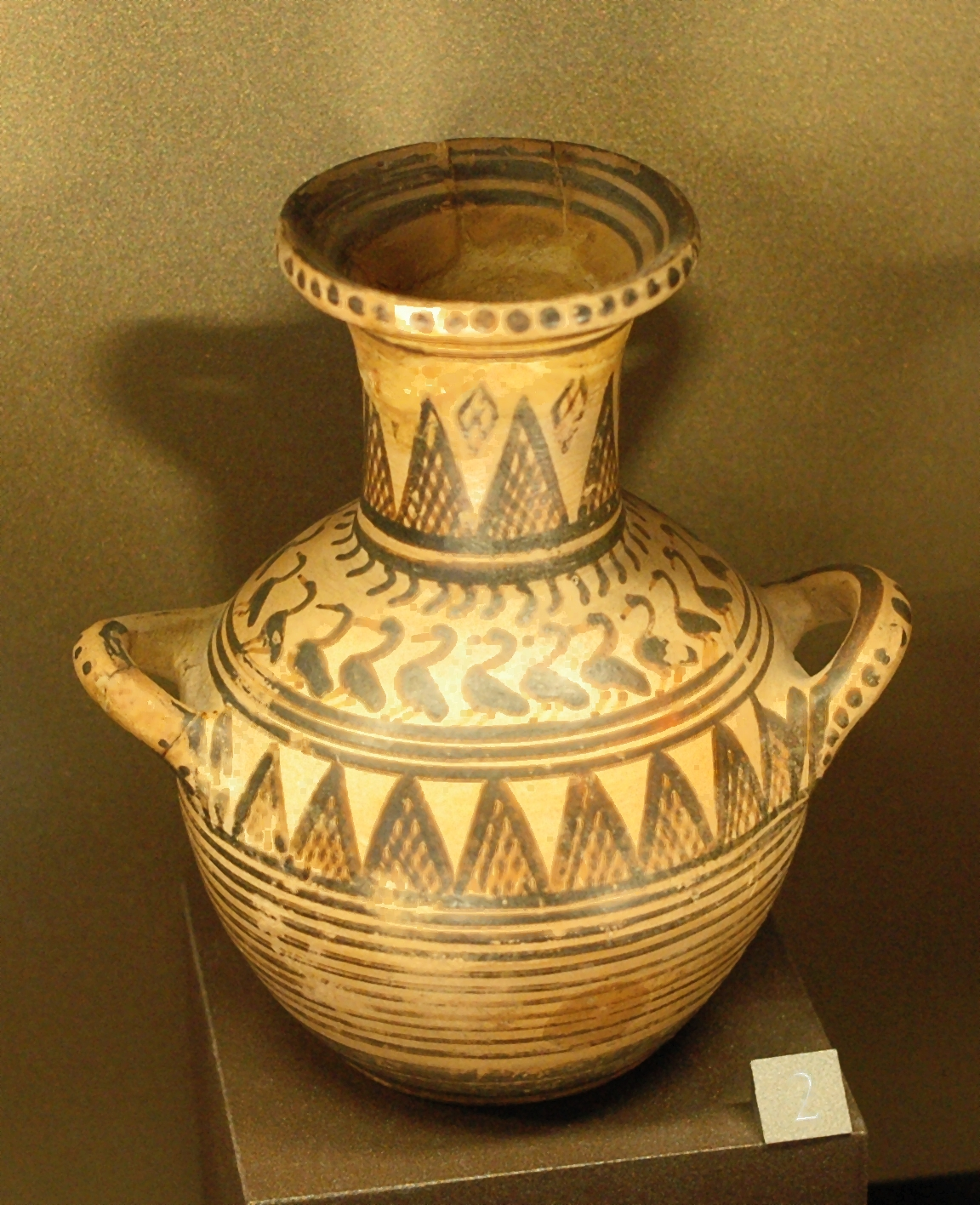
Гидрия с росписью в стиле геометрики. 750—700 гг. до н. э. Лувр

Геометрический стиль (также известен как геометрика) — исторический стиль, характеризующий, главным образом, архаические стадии развития различных видов и разновидностей искусства. Как и многие другие категории теории формообразования, трактуется в широком, историко-культурном аспекте, и в узком, конкретно-историческом значении. В узком смысле этот термин употребляют для обозначения характерной абстрагирующей тенденции в древнегреческой вазописи конца «тёмных веков» около 900—700 гг. до н. э. Геометрический стиль постепенно вытеснял протогеометрический стиль. Главным центром его распространения были Афины. Постепенно геометрический стиль распространялся среди вазописцев многих торговых городов на островах Эгейского моря.

## Происхождение стиля

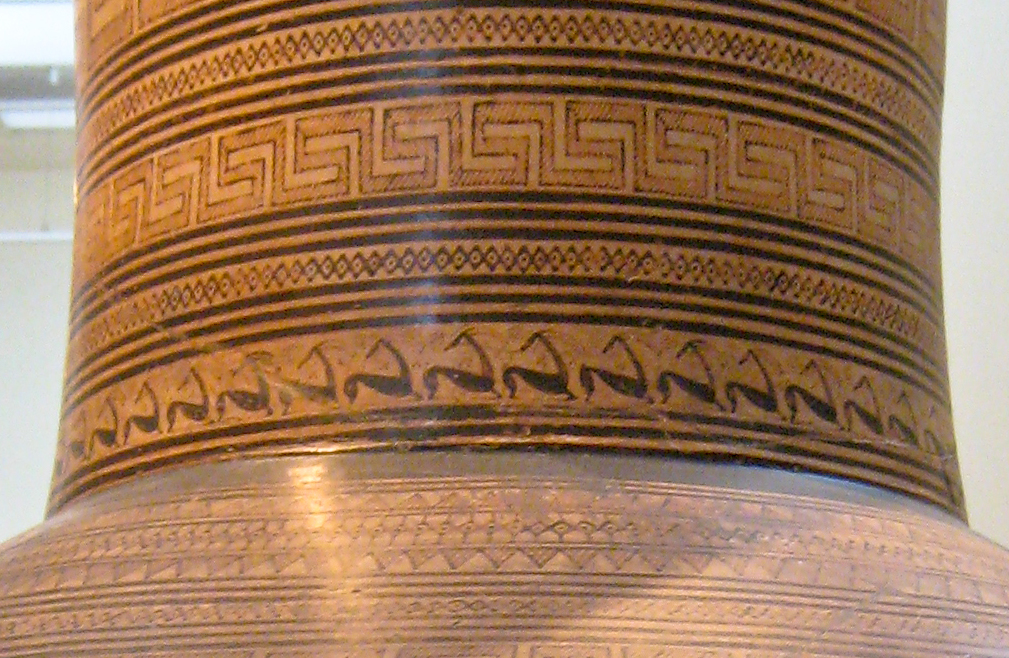
Фрагмент росписи дипилонской амфоры. Ок. 760—750 до н. э.

Термин «геометрический стиль» впервые появился в 1870 году, когда были открыты дипилонские амфоры, поразившие археологов совершенством формы и росписи. Помимо вазописи, геометрический стиль был характерен для мелкой пластики, глиптики, изделий художественных ремёсел из металла: посуды, украшений. Термин «геометричность» (близок понятию тектоничность, но не «геометрический стиль», применяют также для характеристики периода классической античности в Древней Греции. Геометрический орнамент, появившийся IX в. до н. э., представлял собою сочетание геометрических элементов, на расписных сосудах он располагался полосами и состоял из меандров, крестов, спиралей и окружностей. Орнамент составлял 80 процентов росписи геометрического стиля. Помимо орнаментальных фризов получили распространение фигурные изображения, ставшие прообразами композиций с изображением животных и людей в период архаики. Существуют две основных концепции, объясняющих появление геометрического стиля в искусстве Древнего Мира. Первая — семиотическая, согласно которой абстрагирование протоизобразительных форм связано с древнейшими мифологическими представлениями, синкретичностью мышления и неразвитостью конкретно-образных представлений на ранних этапах развития человеческой культуры. Эта теория объясняет, в частности, широкое распространение геометризованных форм в различных, не связанных между собой культурах и исторических типах искусства: в искусстве древней Месопотамии, Китая, Японии, Древней Америки. Вторая теория — технологическая, связывает этот феномен с ограниченностью изобразительных средств, примитивностью материалов и техники. Обе теории хорошо дополняют друг друга. В столетие Гомера после 750 г. до н. э. строго геометрическое направление сменяется фризовыми и метопными композициями с изображениями сказочных хищных животных. На вазах стали изображать фигуры и сцены из сюжетов древнегреческой мифологии.

## Основные этапы развития стиля геометрической вазописи

### Протогеометрический период
Хотя протогеометрический стиль (1050—900 гг. до н. э.) представляет собой некоторое значительный прогресс по сравнению с предыдущей субмикенской керамикой, традиции живописного стиля микенской керамики были утрачены. Форма сосудов стала строже и проще (в отличие от сложных, порой причудливых, форм, характерных для микенской керамики). Протогеометрические сосуды разделены росписью светлым коричневатым лаком на несколько горизонтальных полос, в которых помещены простые геометрические элементы, чаще концентрические окружности (их мастера выполняли с помощью циркуля) и спирали. Горизонтальные пояса орнамента делят сосуд в строго пропорциональных отношениях по тектоническому принципу, то есть внизу располагаются наиболее массивные орнаментальные элементы.

### Ранний геометрический период
В Ранний геометрический период (900—850 гг. до н. э.) увеличилась высота сосудов. Орнамент мастера стали располагать в основном вокруг горловины вплоть до середины тела сосуда. Оставшуюся поверхность покрывали тонким слоем глины, которая при обжиге приобретала тёмно-металлический блестящий оттенок. В этот же период к элементам росписи керамики добавился меандр, ставший одним из наиболее характерных элементов искусства геометрического стиля. Меандр представлял собой орнаментальную композицию, состоявшую из двух тонких горизонтальных линий, между которыми осуществлялась косая штриховка.

### Средний геометрический период

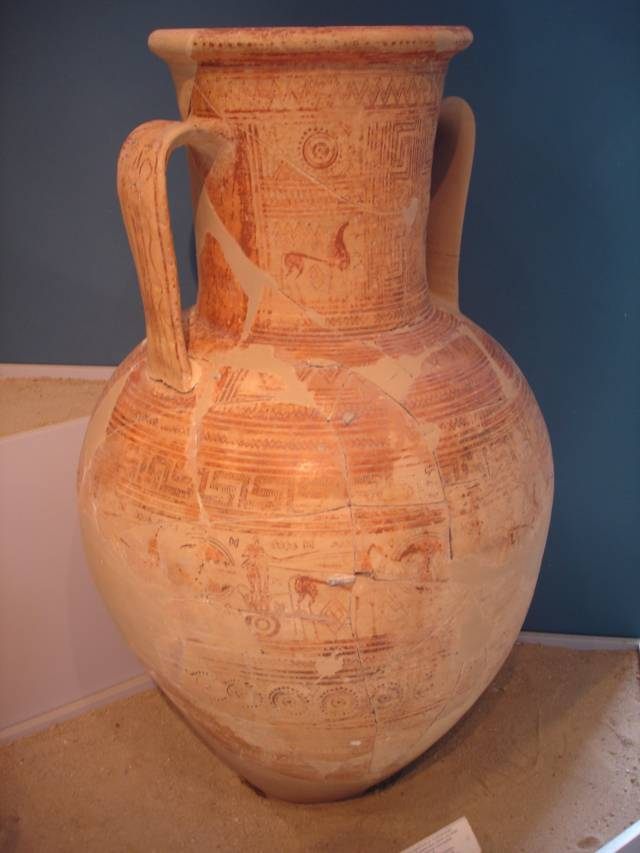
Элевсинская амфора 8 в. до н. э. с геометрическими мотивами, Элевсинский археологический музей

В Средний геометрический период (850—760 гг. до н. э.) увеличивается количество декоративных зон на сосуде, среди украшений преобладает меандр. Размеры сосудов в этот период достигли своего максимума: отдельные вазы достигали высоты человеческого роста. В период расцвета геометрического периода значительно расширился диапазон форм изготовляемых сосудов, но самыми популярными исследователи признают амфору и кратер, отличавшиеся вытянутостью формы. Однако на протяжении всего геометрического периода отдельные части сосудов всё ещё были видны, а лак не достигал гладкости чернофигурного периода.
В росписи наиболее разнообразная орнаментальная композиция располагалась на самой выпуклой части сосуда. В этот период нижнюю часть изделий также начали покрывать узором, однако он был менее замысловатый и проработанный, чем узор на центральной, самой выдающейся части. Наряду с самой выпуклой частью, обильно украшался и наиболее вогнутый участок горлышка сосуда.
На сосудах геометрического периода исследователи обнаруживают несколько основных типов орнаментов. Часто изображались цепочки из ромбов, в центре каждого из которых находились точки, также были популярны изображения рядов зигзагов, нижние углы которых соединялись горизонтальной линией, что, тем самым, в сущности образовывало множество следующих друг за другом треугольников. Наносили и орнамент в виде нескольких параллельных друг другу рядов зигзагов. С помощью циркулей или гончарных кругов мастера наносили и композиции, состоящие из окружностей. Это могли быть опоясывающие сосуд линии различной толщины или повторявшиеся ряды концентрически расходящихся кругов. Примитивность геометрического стиля заключалась в строго прямолинейном нанесении узоров, которые по сути делили сосуд на секции с различным орнаментальными группами.

### Поздний геометрический период

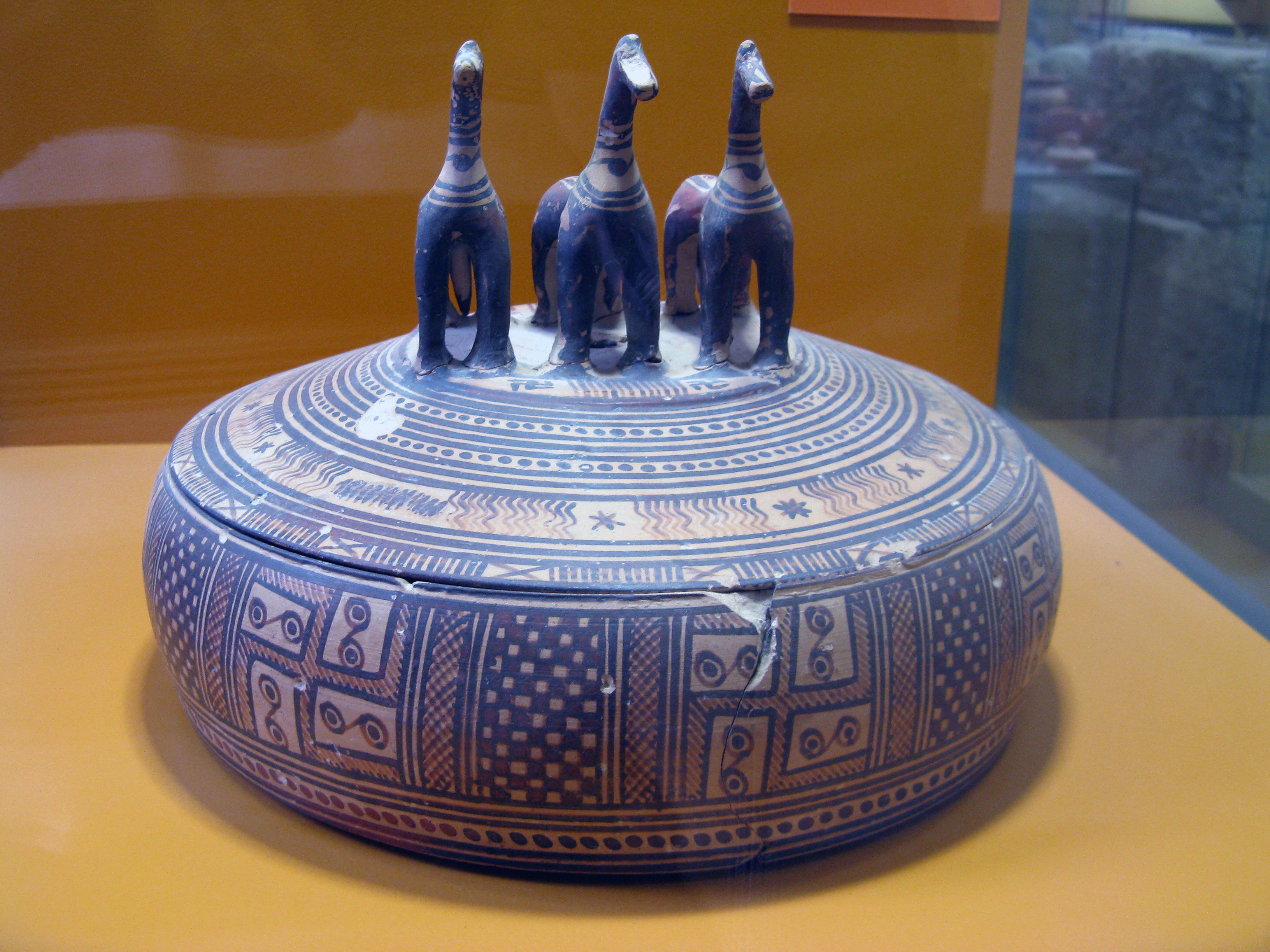
Пиксида из музея Афинской агоры

Иконография и техника росписей среднегеометрического периода использовалась и в начале VIII века до н. э., однако мастера увеличивали количество элементов, устойчивость приобрели мотивы изображений животных в области горловины, шейки и основания амфор. Появляются стилизованные изображения человеческих фигур. При этом мастера в основном изображали животных, обитавших непосредственно в их краях, то есть на сосудах геометрического периода не встречаются изображения обитателей, например, подводного мира. Из сухопутных животных, фигуры которых использовали в росписи, преобладали различные пастбищные животные, кони, из диких — змеи, львы, некоторые виды птиц. Чаще всего изображения животных представляли собой не какую-либо сюжетную композицию, а элементы опоясывающего сосуд орнамента.

## Основные принципы композиции и семантика орнаментальных мотивов в искусстве геометрического стиля

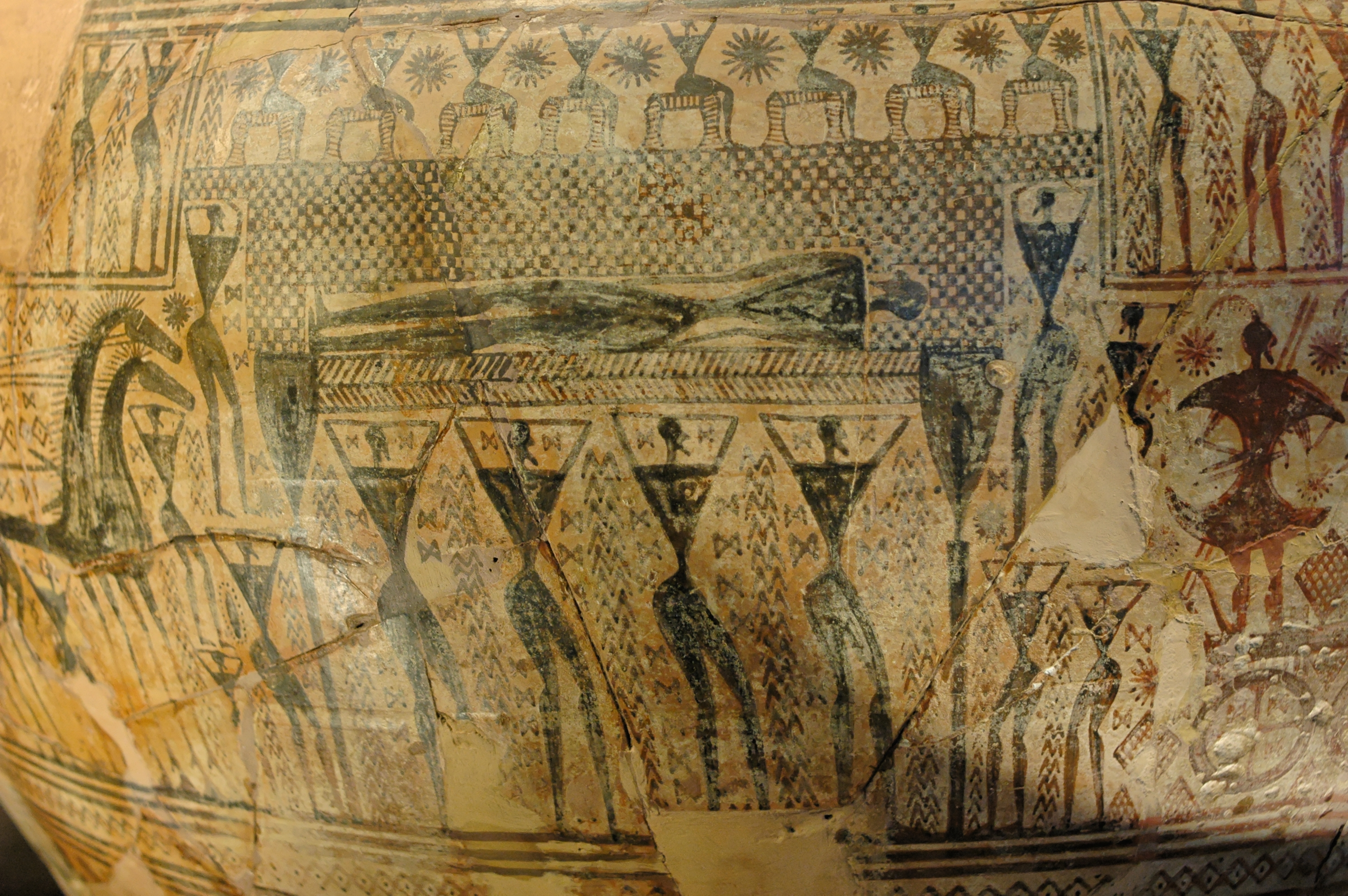
Амфора из Дипилона

Сосуды геометрического стиля, в отличие от более ранних минойских ваз «живописного стиля» имеют подлинно монументальный характер. «По своей внутренней структуре, по своему простому, мощному ритму геометрическая керамика производит величественное впечатление». Горизонтальные полосы орнамента подчиняются ясным пропорциональным отношениям: узкие (играющие роль модуля) целое число раз укладываются в более широких. Роспись «большой дипилонской вазы» словно «смонтирована из орнаментальных колец, нанизанных на одну вертикальную ось».
Элементы орнамента ритмически упорядочены и, вероятно, имеют не просто символическое, а культовое, обрядное значение. Технически их ритмическая упорядоченность порождена использованием гончарного круга и «момента вращения», что придаёт сосуду в целом, как форме, так и декору, тектоническое значение. Сама технология изготовления сосуда с помощью гончарного круга обеспечивает симметрию формы и элементов росписи относительно оси вращения и ясность членений: основание, тулово, завершение («шейка» и «венчик»). Горизонтальный, или «фризовый» способ расположения декора сочетается с «метопным». Горизонтальные полосы делятся вертикальными на ряд прямоугольных полей, похожих на метопы дорийского храма. Одинаковые элементы орнамента расположены зеркально «лицом друг к другу» либо попеременно, что создаёт сложный ритмический рисунок. В отдельных случаях возникает «перекличка» горизонтальных и вертикальных осей. Всё это придаёт простой геометрической орнаментации изысканный и совершенный в своём роде вид.
Некоторые элементы выведены с помощью циркуля из концентрически расположенных полукругов или кругов". Помимо окружностей, прямых и ломаных линий в подобных росписях встречаются геометризованные изображения человеческих фигур, животных, растений, солярные (окружность и ромб с точкой в середине) и водные («критская волна») знаки, а также треугольник, свастика, меандр, заполненный характерной косой штриховкой, шахматный узор, «ёлочки», зигзаг и образуемые им треугольники вершиной вверх и вершиной вниз.
Многие сохранившиеся предметы геометрического периода — это вотивные предметы, погребальные дары в захоронениях знатных граждан: воинов и правителей, надгробные композиции, как например, огромные дипилонские амфоры. Их сакральное назначение определяет семантику росписи.

## Стилевые особенности и интерпретация изобразительных мотивов
В росписях аттических ваз геометрического периода насчитывают «шестнадцать основных мотивов орнамента, создающих в разных сочетаниях более четырёхсот видов узора».
На вазах, найденных в гробницах, изображены сцены погребальных процессий. Вазописцы, подобно поэтам той эпохи, изображали сцены из жизни героев и исторических событий. Некоторые изображения на вазах соотносятся с сюжетами эпоса Гомера. Специфика изображения групп человеческих фигур также находит своё объяснение в социально-политических особенностях той эпохи. Так, отсутствие ярко выраженной иерархии в изображении героев, нередкое доминирование второстепенных персонажей или их однородность отражают особенности социума того времени с доминированием общинных ценностей над индивидуальными.
Первые изображения человека появляются в вазописи около 770 г. до н. э. на ручках амфор. Мужскую фигуру можно отличить по торсу треугольной формы, овальной голове с характерным выступом, обозначающим нос, и удлинённым цилиндрической формы бёдрам и голеням. Эти черты сближают архаичную роспись с иконографией Кикладских идолов. Изображения женских фигур также абстрагированы: их длинные волосы изображали рядом прямых линий, а грудь — условными мазками.
Немецкий социолог Ф. Матц предположил, что геометрический стиль отражает не только «идею тектоники» и «конструктивного освоения пространства, свойственные архаическому мышлению человека», но и «познание космоса путём установления связи общего и частного».
С другой стороны, геометрический стиль можно рассматривать не в качестве первого или одного из ранних этапов развития античного искусства, но и как завершение длительного исторического процесса абстрагирования изобразительных форм, «не столько как начало процесса, как, скорее, его конец».
Одним из характерных примеров росписи позднегеометрического стиля является старейший подписанный древнегреческий сосуд — работа гончара Аристонота или Аристонофа (VII век до н. э.). Амфора обнаружена в итальянском городе Черветери, центре культуры древних этрусков. На ней изображено ослепление Полифема Одиссеем и его спутниками. Начиная с середины VIII века до н. э. более тесные контакты между Грецией и Востоком обогатили греческую вазопись новыми элементами — такими, как львы, пантеры, фантастические существа, розетки, пальмы, цветы лотоса и др. Именно эти мотивы позднее стали характерными для ориентализирующего стиля.

### Характерные особенности геометрической росписи различных территорий Эгейского мира
Исследователи выделяют несколько областей Греции, на каждой из которых существовала своя характерная традиция росписи ваз. Так, на острове Тира роспись обычно предполагала наличие строгого канона, узоры располагались по закону тектоники. Ассортимент используемых орнаментальных композиций на Фере был весьма разнообразен: использовались не только простые прямолинейные узоры, но и более сложные концентрические круги и спирали. Животные и люди на тирских амфорах практически не изображались.
В Аргосе в росписи часто использовался меандр — прямолинейный орнамент, однако он усложнялся наличием нескольких рядов, что можно считать характерной особенностью росписи на этой территории. Кроме того, здесь мастера изображали и живых существ. Это были в основном женщины, водящие хороводы, воины или всадники. Хороводы встречались и на вазах из Лаконии, так как они в целом были популярным в то время мотивом не только в росписи, но и в архитектуре.
Довольно яркую индивидуальность имели росписи на вазах с острова Крит. На них, наряду с типичными простыми геометрическими сюжетами, изображались различные живые существа, в первую очередь представители морской фауны и насекомые. Кроме того, критяне чаще изображали и людей и даже пытались более отчётливо передать черты человеческого лица.
Весьма отличались от других и амфоры из Аттики. Во-первых, они были в среднем больше ваз из других регионов. Во-вторых, узоры, наносившиеся аттическими мастерами, были более разнообразными. Наконец, в Аттике гораздо распространённее была практика изображения на вазах людей, причём чаще все это были группы человеческих фигур. При этом, законы тектонического изображения тех или иных элементов здесь также сохранялись.

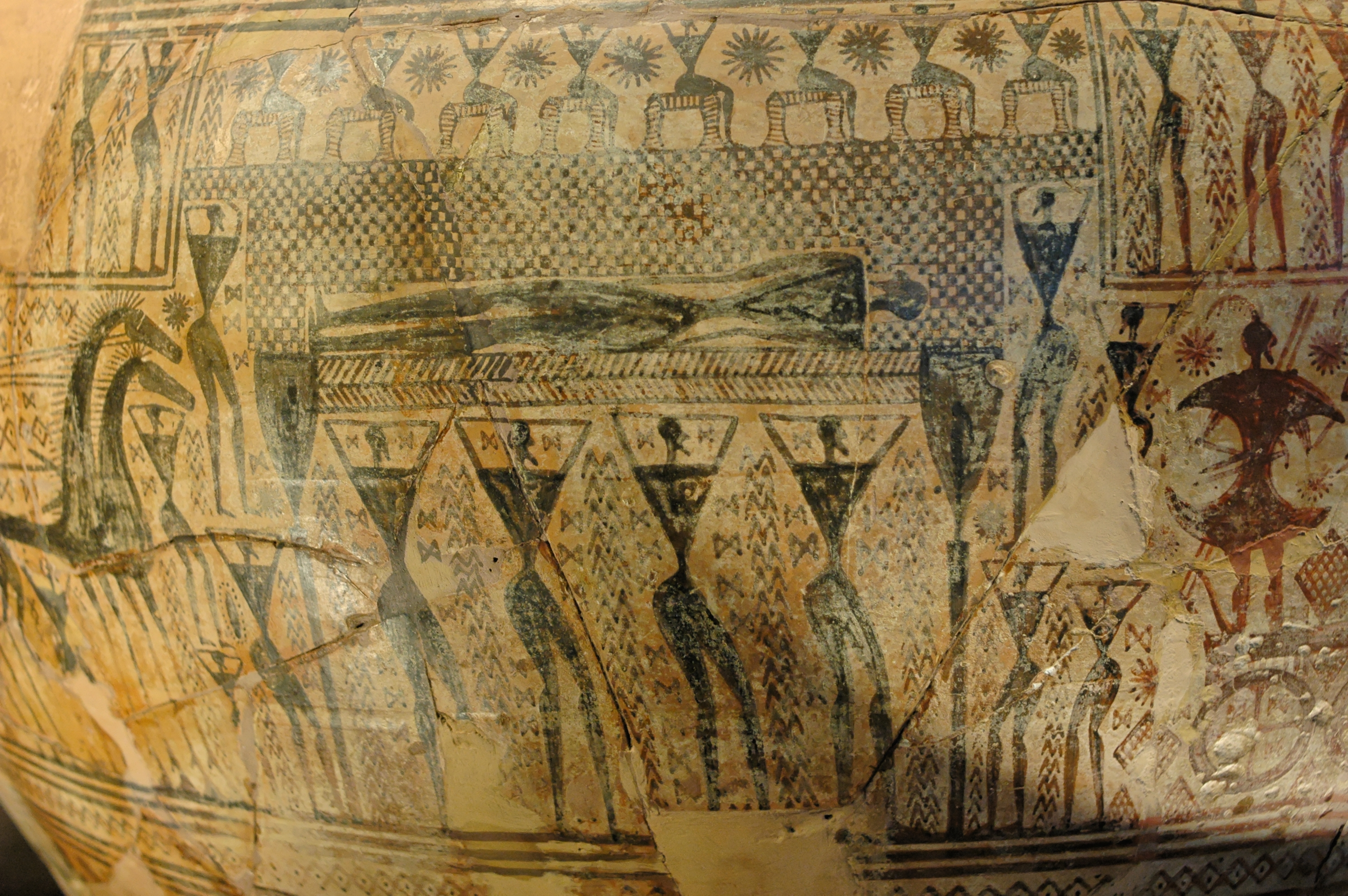
Амфора из Дипилона